# ピリミジン-5'-ヌクレオチドヌクレオシダーゼ
ピリミジン-5'-ヌクレオチドヌクレオシダーゼ(Pyrimidine-5'-nucleotide nucleosidase、EC 3.2.2.10)は、以下の化学反応を触媒する酵素である。
ピリミジン-5'-ヌクレオチド + 水{\displaystyle \rightleftharpoons }D-リボース-5-リン酸 + ピリミジン塩基
従って、この酵素は、ピリミジン-5'-ヌクレオチドと水の2つの基質、D-リボース-5-リン酸とピリミジン塩基の2つの生成物を持つ。
この酵素は加水分解酵素、特にN-グリコシル化合物を分解するグリコシダーゼに分類される。系統名はピリミジン-5'-ヌクレオチド ホスホリボ(デオイシリボ)ヒドロラーゼ(pyrimidine-5'-nucleotide phosphoribo(deoxyribo)hydrolase)である。ピリミジンヌクレオチド N-リボシダーゼ、Pyr5N等とも呼ばれる。ピリミジンの代謝に関与している。